# Hurley (Nuevo México)
Hurley es un pueblo ubicado en el condado de Grant en el estado estadounidense de Nuevo México. En el Censo de 2010 tenía una población de 1297 habitantes y una densidad poblacional de 489,04 personas por km².

## Geografía
Hurley se encuentra ubicado en las coordenadas 32°41′55″N 108°7′55″O / 32.69861, -108.13194. Según la Oficina del Censo de los Estados Unidos, Hurley tiene una superficie total de 2.65 km², de la cual 2.64 km² corresponden a tierra firme y (0.39%) 0.01 km² es agua.

## Demografía
Según el censo de 2010, había 1297 personas residiendo en Hurley. La densidad de población era de 489,04 hab./km². De los 1297 habitantes, Hurley estaba compuesto por el 83.81% blancos, el 0.62% eran afroamericanos, el 0.69% eran amerindios, el 0.15% eran asiáticos, el 0% eran isleños del Pacífico, el 11.33% eran de otras razas y el 3.39% pertenecían a dos o más razas. Del total de la población el 63.69% eran hispanos o latinos de cualquier raza.